# Ninjutsu
 Denne artikel bør gennemlæses af en person med fagkendskab for at sikre den faglige korrekthed.

Ninjutsu er et kampsystem, som er ninjaernes kamptradition og er udviklet gennem næsten 1000 års talrige kampe i det feudale Japan.

## Historie
Ninjutsusystemet går sig langt tilbage i Japans historie; kilder nævner 4.300 år, 2.500 år og omkring 100 år. På grund af ninjaernes åbenlyse behov for hemmeligholdelse er præcise kilder vanskelige, men ninjaerne er også fra omkring 1300-tallet kendt som "Shinobi no mono" ('shinobi' er en anden læsning af kanjiet for 'nin'). Tidligere endnu var de kendt som "rappa" eller "kusa" (græs), som nævnt i Hojo Godai Ki, eller i Kagimono-ki i Koyo Gunkan . Fyrst Shokotu (574-622) brugte Shinobi i dannelse af sin historiske magtbase, ligesom fyrst Yamato citeres for anvendelsen af Hensojutsu ninjastrategier i Kojiki fra 714 e.Kr.  De tidligste og bedst verificerbare kilder bruger ikke kun disse begreber, men også en lang række andre, som dækkede over samme handlinger, blandt andet 'kancho' (spion) eller 'teisatsu' (spejder). Der er tilsvarende krigsstrategier beskrevet i bogen Tzun Zus "Art of war".
Ninjaernes baggrund kan være simultan og mangfoldig: Tabere af slag mellem lensherrer - både krigere og adelsklasse - måtte udvikle nye strategier for at sikre overlevelse, befolkningssegmenter med anden tro end den herskende statsreligion, flygtninge fra Kinas krige osv. Der findes historier om flygtende generaler og munke fra Kina, som bragte nye kampteknikker of filosofier med sig til Japan, hvor de integreredes i ryu-ha, der senere benævntes 'ninjutsu', f.eks. skolen Gyokko Ryu Koppo Jutsu . Ninja blev dog hovedsageligt rekrutteret blandt kriminelle og bondestanden.
Ninjutsu er brugt som en betegnelse for ukonventionelle enheders krigshandlinger på mange niveauer, noget som alle krigsførende Daimyo (lensherrer) benyttede sig af, men hvor behovet for disse specialenheders tjenester kan antages at være steget fra 1450 til 1615 i en borgerkrigsperiode (Sengoku Jidai) i Japans historie til dannelsen af et stabilt militært politisk styre i form af Tokugawa shogunatet i midten af 1600-tallet. Det er derfor rimeligt at antage, at der har være mange ninjaer, fra simple lejesoldater på lejebasis til strukturerede klaner med stor politisk indflydelse og egne dagsordner.
Ninjutsu har en åndelig overbygning, 'ninpo', der kan betegnes som et filosofisk overbygning på de fysiske og taktiske teknikker.
De bedst organiserede retninger inden for ninjutsu/ninpo er udviklet til ryu-ha (kampkunsttraditioner), på linje med andre former for koryu og videregivet fra generation til generation via en stormester. Hvilke grene, der har overlevet til nutiden, er der stor debat om. I 1980'erne var der et globalt ninja-boom i vesten, anført af dr. Masaaki Hatsumi og hans amerikanske elev, Stephen K. Hayes. Sideløbende dukkede der en del andre op, som hævdede at være stormestre for diverse ninjutsu ryu-ha.
Bekræftelsen af disse stormestre er umulig, både fordi nogle af dem påberåber sig hemmelighedsperspektivet og ikke mindst, fordi der også i dag er stærke konkurrerende bujutsu og shindo skoler, der betragter ninjutsu, som opposition til deres egne organisationer, både filosofisk og ikke mindst økonomisk. Ninjutsu har haft en stor fremgang siden 1980'rne og den største af organisationerne, Bujinkan, har ca. 250.000 medlemmer på globalt plan, hertil kommer to mindre udløbere, Genbukan og Jinenkan stiftet af tidligere instruktører fra Bujinkan.
Med hensyn til Bujinkan har stormesteren modtaget en række anerkendelser i Japan, blandt andet en World Cultural Award fra kejseren, samt benævnelser, som antyder en vis accept i det japanske samfund af autencititeten af den gren af Ninjutsu.

## Bujinkan Dojo
En af de såkaldte stormestere, Masaaki Hatsumi, som er ansvarlig for sin tradition. Han blev lært op af Toshitsugu Takamatsu, som var den sidste, der udførte ninjutsu aktivt.
Efter endt oplæring arvede Hatsumi titlen som Soke (stormester) over de ni skoler, som traditionen udgør. Han kombinerede essensen af de ni skoler og etablerede Bujinkan Dojo.
I starten af 1970'erne fik de første vesterlændinge tilladelse til at deltage i undervisningen, og systemet spredte sig ud over Japans grænser. I dag er Bujinkan Dojo en international organisation med træningssteder spredt over hele verden.
Man kan træne ninjutsu ved Genbukan, Toshin-do og Jinenkan. Disse skoler betegnes som x-kan eller Takamatsu-den, eftersom disse udspringer af Masaaki hatsumi/Bujinkan.
Ninjutsu er et af de ældste kampkunstsystemer, der ikke er moderniseret til sport. Der er ingen konkurrencer, regler eller vægtklasser.

## Områder og teknikker
Eksempler på områder og teknikker inden for ninjutsu er følgende:
- Seishin Teki Kyoyo: åndelig udvikling
- Taijutsu: kropskunst, ubevæbnet kamp, herunder:
- Ukemi: Faldteknikker og undvigelsesmanøvrer.
- Koppojutsu: Slag og spark mod vitale kropsdele.
- Jutaijutsu: Greb, kast, stranguleringer og låse.

- Tantojutsu: Kamp med kniv.
- Kenjutsu: Kamp med træsværd bokken.
- Bojutsu: Kamp med lang stav.
- Hanbojutsu: Kamp med kort stav.
- Kusarijutsu: Kamp med kædevåben.
- Dakentaijutsu: Forsvar mod slag og spark.